# Fritz Peter Schäfer
Fritz Peter Schäfer (15 janvier 1931 – 25 avril 2011) est un physicien allemand 

## Biographie
Il est né à Hersfeld, Hesse-Nassau. Il est le co-inventeur du laser à colorant organique,. Son livre, Dye Lasers, est considéré comme un classique dans le domaine des lasers accordables. Dans ce livre, le chapitre écrit par Schäfer donne une exposition ample et perspicace sur les molécules de colorants laser organiques en plus d'une description de la physique des oscillateurs laser télescopiques et à prismes multiples accordables à largeur de raie étroite.
Dans leur expérience originale, Schäfer et ses collègues utilisent un laser à rubis pour exciter optiquement divers colorants organiques infrarouges. Ces colorants émettent un rayonnement laser dans la gamme 731-835 nm. Il obtient des sorties de puissance élevée sur une bande passante d’environ 10 nm. Schäfer expérimente également des colorants laser en phase vapeur sous excitation optique.
En plus de ses travaux pionniers sur le laser à colorant, Schäfer apporte également d'importantes contributions aux lasers femtoseconde, et à l'application de ces lasers à la physique des plasmas,.
Schäfer est directeur de l'Institut Max-Planck de chimie biophysique à Göttingen.